# Lithostege herbuloti
Lithostege herbuloti là một loài bướm đêm trong họ Geometridae.